# Добрино (Гурьевский район)
Добрино (до 1946 года — Науцкен, нем. Nautzken)) — посёлок в Гурьевском городском округе Калининградской области. Является административным центром Добринского сельского поселения.

## Население
| 2002 | 2010 |
| ---- | ---- |
| 471  | ↗539 |

## История
Поселение Наутцкен было основано в 1396 году.
На 1 декабря 1910 года в Наутцкене проживало 266 человек, в 1933 году — 245 человек, в 1939 году — 235 человек.
Поселок Наутцкен был взят в январе 1945 года после боёв, в которых участвовали 43-я, 39-я, 5-я и 2-я гвардейские армии.
В 1946 году Наутцкен был переименован в поселок Добрино.